# Daniel Ramezani
Daniel Ramezani (20 mei 1996) is een Nederlands profvoetballer van Iraanse komaf die als verdediger speelt.
Ramezani speelde in de jeugd bij SC N.E.C. en debuteerde in het seizoen 2014/15 in het eerste team in de Hoofdklasse. In de zomer van 2015 ging hij naar Achilles '29 waar hij bij het beloftenteam aansloot. Hij maakte zijn debuut in het profvoetbal op 18 oktober 2015 in de thuiswedstrijd in de Eerste divisie tegen NAC Breda. Ramezani kreeg vlak voor tijd een rode kaart. Dat seizoen kwam hij geregeld aan spelen toe maar in het seizoen 2016/17 werd hij weer ingedeeld bij het beloftenteam dat uitkwam in de derde divisie. Ramezani speelde nog tweemaal in het eerste team voor hij in december 2016 de club verliet vanwege een verhuizing naar Engeland.

## Statistieken
| Seizoen                       | Club           | Land           | Competitie     | Competitie | Competitie | Beker | Beker | Totaal | Totaal |
| Seizoen                       | Club           | Land           | Competitie     | Wed.       | Dlp.       | Wed.  | Dlp.  | Wed.   | Dlp.   |
| ----------------------------- | -------------- | -------------- | -------------- | ---------- | ---------- | ----- | ----- | ------ | ------ |
| 2015/16                       | Achilles '29   | Nederland      | Eerste divisie | 9          | 0          | 0     | 0     | 9      | 0      |
| 2016/17                       | Achilles '29   | Nederland      | Eerste divisie | 1          | 0          | 1     | 0     | 2      | 0      |
| Carrièretotaal                | Carrièretotaal | Carrièretotaal | Carrièretotaal | 10         | 0          | 1     | 0     | 11     | 0      |
| Bijgewerkt op 31 januari 2017 |                |                |                |            |            |       |       |        |        |